# Phare de Chimana Segunda
Le phare de Chimana Segunda est un phare actif situé sur l'île Chimana Segunda l'une des îles Chimanas dans l'État d'Anzoátegui au Venezuela.
Le phare appartient à la marine vénézuélienne et il est géré par l'Oficina Coordinadora de Hidrografía y Navegación (Ochina).

## Histoire
L'île Chimana Segunda est située dans le parc national Mochima. Appelée aussi île El Faro, elle est accessible en bateau pour le tourisme.
Le phare , a remplacé un ancien phare, une tourelle métallique à claire-voie, datant de 1931. Il est situé sur une falaise à l'extrémité ouest de l'île, à environ 40 km au nord-est de Puerto La Cruz.

## Description
Ce phare est une tour circulaire en fibre de verre, avec une galerie et lanterne de 15 m de haut. Le phare est rouge avec des bandes blanches horizontales. Il émet, à une hauteur focale de 50 m, un éclat blanc d'une seconde par période de 10 secondes. Sa portée est de 12 milles nautiques (environ 22 km).
Identifiant : ARLHS : VEN-030 - Amirauté : J6481 - NGA : 17140 .

## Caractéristique dufeu maritime
Fréquence : 10 secondes (W)
- Lumière : 1 seconde
- Obscurité : 9 secondes

|                       |
| Parc national Mochima |

|          |
| Le phare |

### Lien connexe
- Liste des phares du Vénézuela